# Luis Jorge Arigotti
Luis Jorge Arigotti (Buenos Aires, 25 de agosto de 1925-26 de junio de 2008) fue un militar argentino, perteneciente a la Armada Argentina, que se desempeñó como gobernador de facto del Territorio Nacional de la Tierra del Fuego, Antártida e Islas del Atlántico Sur entre 1976 y 1981.

## Biografía

### Trayectoria militar
Nació en Buenos Aires en agosto de 1925. Ingresó a la Armada Argentina en 1944, integrando la Promoción 75 de la Escuela Naval Militar. En 1964, asistió a la Escuela de las Américas del Ejército de los Estados Unidos.
A lo largo de su carrera militar, cumplió funciones en el Regimiento de Artillería Antiaérea N.° 1, en la Escuela de Suboficiales de Infantería de Marina, en la Secretaría General Naval, en el Comando de Brigada de Infantería de Marina, en el Estado Mayor General de la Armada, en el Batallón de Infantería de Marina N.º 5, en el Estado Mayor Conjunto de las Fuerzas Armadas y en la jefatura de Infantería de Marina, entre otros. Fue también agregado naval de Argentina en Estados Unidos y en Paraguay.
En 1970, fue promovido al grado de capitán de navío y pasó a retiro en mayo de 1976.

### Proceso de Reorganización Nacional
Tras el golpe de Estado del 24 de marzo de 1976 que instauró la dictadura autodenominada Proceso de Reorganización Nacional, fue designado delegado de la Junta Militar en la Secretaría de Prensa y Difusión de la Presidencia de la Nación Argentina. En el cargo, le correspondió publicar unos 16 «principios y procedimientos» que debían respetar los medios de comunicación.
En abril de 1976, fue designado gobernador del Territorio Nacional de la Tierra del Fuego, Antártida e Islas del Atlántico Sur por el presidente de facto Jorge Rafael Videla. Desempeñó el cargo hasta marzo de 1981.
Durante su gestión, se realizaron obras como el gasoducto San Sebastián-Ushuaia, el matadero de Ushuaia, viviendas, un puente sobre el río Grande, entre otras. Se inauguró el Museo del Fin del Mundo como «Museo Territorial», y el gobierno territorial también publicó el Semanario de la Actividad Territorial. En 1977, privatizó el lavadero de lanas de Río Grande.

### Fallecimiento
Falleció en junio de 2008, a los 82 años.